# Ibrahim Afellay
Ibrahim Afellay (ur. 2 kwietnia 1986 w Utrechcie) – holenderski piłkarz pochodzenia marokańskiego występujący na pozycji pomocnika.

## Kariera klubowa

### PSV Eindhoven
Ibrahim Afellay zawodową karierę rozpoczął w 2003 w PSV Eindhoven. W jego barwach zadebiutował 4 lutego 2004 w przegranym 0:1 spotkaniu przeciwko NAC Breda w Pucharze Holandii. W Eredivisie po raz pierwszy wystąpił 14 lutego w pojedynku z FC Twente. W debiutanckim sezonie Afellay wystąpił w lidze tylko dwa razy, natomiast w kolejnych ligowych rozgrywkach zaliczył siedem występów. Wówczas w linii pomocy PSV grali zazwyczaj Mark van Bommel, DaMarcus Beasley, Phillip Cocu, Park Ji-sung oraz Johann Vogel. 15 maja 2005 Afellay w meczu przeciwko Feyenoordowi rozpoczął spotkanie w pierwszym składzie i zdobył swoje dwie pierwsze bramki dla ekipy "Boeren". Latem 2005 Mark van Bommel odszedł z PSV do FC Barcelona, a jego następcą w drużynie miał zostać właśnie Afellay. 13 września młody Holender zadebiutował w rozgrywkach Ligi Mistrzów, a PSV zwyciężyło 1:0 z FC Schalke 04. W sezonie 2005/2006 Afellay był podstawowym zawodnikiem swojego zespołu, wystąpił łącznie w 23 spotkaniach Eredivisie i zdobył w nich dwie bramki. Najlepszą skuteczność prezentował jednak w kolejnych rozgrywkach, kiedy to dzięki strzeleniu sześciu goli został jednym z najlepszych strzelców PSV. Razem z drużyną "Boeren" holenderski gracz odniósł już wiele sukcesów – cztery razy sięgnął po tytuł mistrza kraju, natomiast jeden raz zwyciężył w krajowym pucharze oraz superpucharze. 30 sierpnia 2008, w inauguracyjnym meczu sezonu 2008/2009 Afellay zaliczył dwa trafienia w pojedynku przeciwko FC Utrecht, a PSV zwyciężyło 5:1.

### FC Barcelona
15 listopada 2010 poinformowano, że kluby PSV Eindhoven i FC Barcelona potwierdziły transfer Afellaya do hiszpańskiego klubu. Zawodnik podpisał kontrakt 24 grudnia 2010 obowiązujący do 2015 za kwotę 3 milionów euro. W hiszpańskim zespole będzie występował z numerem 20, takim samym, jak podczas gry przy Philips Stadion.
Afellay pierwszy mecz w Barcelonie zagrał z Athletic Bilbao zmieniając Davida Villę w 90 minucie doliczone zostały 3 minuty. Pierwszego gola dla zespołu z Katalonii strzelił w półfinale Copa del Rey przeciwko Almerii. Został wypożyczony na sezon 2014/2015 do greckiego klubu Olympiakos SFP.

### Stoke City
28 lipca 2015 roku przeniósł się do Stoke na zasadzie wolnego transferu, po tym, jak wygasł mu kontrakt z Barceloną.
| Sezon   | Klub           | Kraj      | Rozgrywki          | Mecze | Gole |
| ------- | -------------- | --------- | ------------------ | ----- | ---- |
| 2003/04 | PSV Eindhoven  | Holandia  | Eredivisie         | 2     | 0    |
| 2004/05 | PSV Eindhoven  | Holandia  | Eredivisie         | 7     | 2    |
| 2005/06 | PSV Eindhoven  | Holandia  | Eredivisie         | 23    | 2    |
| 2006/07 | PSV Eindhoven  | Holandia  | Eredivisie         | 27    | 6    |
| 2007/08 | PSV Eindhoven  | Holandia  | Eredivisie         | 23    | 2    |
| 2008/09 | PSV Eindhoven  | Holandia  | Eredivisie         | 28    | 13   |
| 2009/10 | PSV Eindhoven  | Holandia  | Eredivisie         | 29    | 4    |
| 2010/11 | PSV Eindhoven  | Holandia  | Eredivisie         | 19    | 6    |
| 2010/11 | FC Barcelona   | Hiszpania | Primera División   | 16    | 1    |
| 2011/12 | FC Barcelona   | Hiszpania | Primera División   | 4     | 0    |
| 2012/13 | FC Schalke 04  | Niemcy    | Bundesliga         | 15    | 4    |
| 2013/14 | FC Barcelona   | Hiszpania | Primera División   | 1     | 0    |
| 2014/15 | Olympiakos SFP | Grecja    | Superleague Ellada | 19    | 4    |
| 2015/16 | Stoke City     | Anglia    | Premier League     | 31    | 2    |
| 2016/17 | Stoke City     | Anglia    | Premier League     | 12    | 0    |
| 2017/18 | Stoke City     | Anglia    | Premier League     | 6     | 0    |
| Łącznie | Łącznie        | Łącznie   | Łącznie            | 262   | 46   |

## Kariera reprezentacyjna

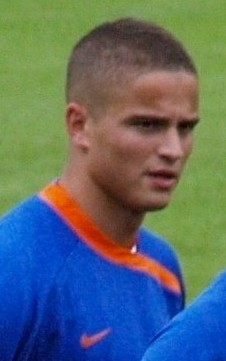
Afellay w koszulce reprezentacji Holandii

Dzięki marokańskim korzeniom Afellay miał do wyboru grę dla reprezentacji Holandii oraz reprezentacji Maroka. Ostatecznie zdecydował się występować w barwach zespołu "Oranje", pomimo że rywalizacja o miejsce w linii pomocy była tam o wiele większa niż w drużynie Maroka. Po raz pierwszy do zespołu narodowego Holandii Afellay został powołany 8 października 2005 przez Marco van Bastena na spotkania z Czechami i Macedonią. W żadnym z tych meczów Holender jednak nie wystąpił. W drużynie narodowej zadebiutował dopiero 28 marca 2007 w wygranym 1:0 pojedynku przeciwko Słowenii w ramach eliminacji do Euro 2008. Następnie znalazł się w 23-osobowej kadrze powołanej przez Marco van Bastena na mistrzostwa Europy. Na turnieju wystąpił w trzech spotkaniach – grupowych z Włochami i Rumunią oraz ćwierćfinałowym przeciwko Rosji. Pojechał także na MŚ 2010, ale zagrał tylko w trzech spotkaniach jako zmiennik.

## Życie prywatne
Ma czworo rodzeństwa: siostry Fatimę i Halimę oraz braci Alego i Samira.